# Épreuves combinées aux championnats d'Europe d'athlétisme
Pour un article plus général, voir Championnats d'Europe d'athlétisme.
Les épreuves combinées d'athlétisme figurent au programme des championnats d'Europe d'athlétisme et sont constituées aujourd'hui du décathlon chez les hommes, et de l'heptathlon chez les femmes.
Le décathlon fait partie des épreuves inscrites au programme des premiers championnats d'Europe d'athlétisme, en 1934, à Turin. L'heptathlon est inscrit au programme des championnats d'Europe d'athlétisme depuis 1982, à Athènes, succédant au pentathlon qui fut disputé de 1950 à 1978.
Avec trois titres remportés, consécutivement de 1954 à 1962, le Soviétique Vasiliy Kuznetsov est l'athlète le plus titré au décathlon. Avec trois médailles d'or remportées, consécutivement de 2018 à 2024, la Belge Nafissatou Thiam est l'athlète la plus titrée à l'heptathlon. 
Le record des championnats du décathlon appartient au Britannique Daley Thompson (8 811 pts en 1986) alors que le record des championnats de l'heptathlon est détenu par la Britannique Jessica Ennis (6 823 pts en 2010).

## Décathlon

### Palmarès
| Édition | Or                                 | Argent                            | Bronze                       |
| ------- | ---------------------------------- | --------------------------------- | ---------------------------- |
| 1934    | Hans-Heinrich Sievert 8 103 pts    | Leif Dahlgren 7 770 pts           | Jerzy Pławczyk 7 552 pts     |
| 1938    | Olle Bexell 7 214 pts              | Witold Gerutto 7 006 pts          | Josef Neumann 6 664 pts      |
| 1946    | Godtfred Holmvang 6 987 pts        | Sergey Kuznetsov 6 930 pts        | Göran Waxberg 6 504 pts      |
| 1950    | Ignace Heinrich 7 364 pts (CR)     | Örn Clausen 7 297 pts             | Kjell Tannander 7 175 pts    |
| 1954    | Vasily Kuznetsov 6 752 pts         | Torbjörn Lassenius 6 424 pts      | Heinz Oberbeck 6 263 pts     |
| 1958    | Vasily Kuznetsov 7 865 pts         | Uno Palu 7 329 pts                | Walter Meier 7 249 pts       |
| 1962    | Vasily Kuznetsov 8 026 pts         | Werner von Moltke 8 022 pts       | Manfred Bock 7 835 pts       |
| 1966    | Werner von Moltke 7 740 pts        | Jörg Mattheis 7 614 pts           | Horst Beyer 7 562 pts        |
| 1969    | Joachim Kirst 8 041 pts (CR)       | Herbert Wessel 7 828 pts          | Viktor Chelnokov 7 801 pts   |
| 1971    | Joachim Kirst 8 196 pts (CR)       | Lennart Hedmark 8 038 pts         | Hans-Joachim Walde 7 951 pts |
| 1974    | Ryszard Skowronek 8 207 pts (CR)   | Yves Le Roy 8 146 pts             | Guido Kratschmer 8 132 pts   |
| 1978    | Aleksandr Grebenyuk 8 340 pts (CR) | Daley Thompson 8 289 pts          | Siegfried Stark 8 208 pts    |
| 1982    | Daley Thompson 8 743 pts (CR)      | Jürgen Hingsen 8 517 pts          | Siegfried Stark 8 433 pts    |
| 1986    | Daley Thompson 8 811 pts (CR)      | Jürgen Hingsen 8 730 pts          | Siegfried Wentz 8 676 pts    |
| 1990    | Christian Plaziat 8 574 pts        | Dezső Szabó 8 436 pts             | Christian Schenk 8 433 pts   |
| 1994    | Alain Blondel 8 453 pts            | Henrik Dagård 8 362 pts           | Lev Lobodin 8 201 pts        |
| 1998    | Erki Nool 8 667 pts                | Eduard Hämäläinen 8 587 pts       | Lev Lobodin 8 571 pts        |
| 2002    | Roman Šebrle 8 800 pts             | Erki Nool 8 438 pts               | Lev Lobodin 8 390 pts        |
| 2006    | Roman Šebrle 8 526 pts             | Attila Zsivoczky 8 356 pts        | Aleksey Drozdov 8 350 pts    |
| 2010    | Romain Barras 8 453 pts            | Eelco Sintnicolaas 8 436 pts      | Andrei Krauchanka 8 370 pts  |
| 2012    | Pascal Behrenbruch 8 558 pts       | Oleksiy Kasyanov 8 321 pts        | Ilya Shkurenyov 8 219 pts    |
| 2014    | Andrei Krauchanka 8 616 pts        | Kevin Mayer 8 521 pts             | Ilya Shkurenyov 8 498 pts    |
| 2016    | Thomas Van der Plaetsen 8 218 pts  | Adam Sebastian Helcelet 8 157 pts | Mihail Dudaš 8 153 pts       |
| 2018    | Arthur Abele 8 431 pts             | Ilya Shkurenyov 8 321 pts         | Vital Zhuk 8 290 pts         |
| 2022    | Niklas Kaul 8 545 pts              | Simon Ehammer 8 468 pts           | Janek Õiglane 8 346 pts      |
| 2024    | Johannes Erm 8 764 pts             | Sander Skotheim 8 635 pts         | Makenson Gletty 8 606 pts    |

### Records des championnats
| Performance | Athlète               | Lieu      | Date              | Record |
| ----------- | --------------------- | --------- | ----------------- | ------ |
| 8 103 pts   | Hans-Heinrich Sievert | Turin     | 9 septembre 1934  |        |
| 7 214 pts   | Olof Bexell           | Paris     | 5 septembre 1938  |        |
| 7 364 pts   | Ignace Heinrich       | Bruxelles | 25 août 1950      |        |
| 6 752 pts   | Vasiliy Kuznetsov     | Berne     | 16 août 1954      |        |
| 7 865 pts   | Vasiliy Kuznetsov     | Stockholm | 21 août 1958      |        |
| 8 026 pts   | Vasiliy Kuznetsov     | Belgrade  | 14 septembre 1962 |        |
| 8 041 pts   | Joachim Kirst         | Athènes   | 18 septembre 1969 |        |
| 8 196 pts   | Joachim Kirst         | Helsinki  | 12 août 1971      |        |
| 8 207 pts   | Ryszard Skowronek     | Rome      | 7 septembre 1974  |        |
| 8 340 pts   | Aleksandr Grebenyuk   | Prague    | 30 août 1978      |        |
| 8 743 pts   | Daley Thompson        | Athènes   | 8 septembre 1982  |        |
| 8 811 pts   | Daley Thompson        | Stuttgart | 28 août 1986      |        |

| Épreuve           | Performance  | Athlète                            | Pays                           | Date                      | Lieu         | Réf. |
| ----------------- | ------------ | ---------------------------------- | ------------------------------ | ------------------------- | ------------ | ---- |
| 100 m             | 10 s 26      | Daley Thompson                     | Grande-Bretagne                | 28 août 1986              | Stuttgart    |      |
| Saut en longueur  | 8,31 m       | Simon Ehammer                      | Suisse                         | 15 août 2022              | Munich       |      |
| Lancer du poids   | 16,89 m      | Pascal Behrenbruch                 | Allemagne                      | 27 juin 2012              | Helsinki     |      |
| Saut en hauteur   | 2,22 m       | Christian Schenk Andrei Krauchanka | Allemagne de l'Est Biélorussie | 28 août 1990 12 août 2014 | Split Zurich |      |
| 400 m             | 46 s 49      | Jón Arnar Magnússon                | Islande                        | 19 août 1998              | Budapest     |      |
| 110 m haies       | 13 s 55      | Arthur Abele                       | Allemagne                      | 13 août 2014              | Zurich       |      |
| Lancer du disque  | 52,06 m      | Mikko Halvari                      | Finlande                       | 29 juillet 2010           | Barcelone    |      |
| Saut à la perche  | 5,45 m       | Eelco Sintnicolaas                 | Pays-Bas                       | 29 juillet 2010           | Barcelone    |      |
| Lancer du javelot | 76,05 m      | Niklas Kaul                        | Allemagne                      | 16 août 2022              | Munich       |      |
| 1 500 m           | 4 min 9 s 87 | Leonid Lytvynenko                  | Union soviétique               | 7 septembre 1974          | Rome         |      |

## Heptathlon

### Palmarès
| Édition | Or                               | Argent                              | Bronze                       |
| ------- | -------------------------------- | ----------------------------------- | ---------------------------- |
| 1982    | Ramona Neubert 6 664 pts         | Sabine Mobius-Paetz 6 594 pts       | Sabine Everts 6 418 pts      |
| 1986    | Anke Vater 6 717 pts (CR)        | Natalia Choubenkova 6 645 pts       | Judy Simpson 6 623 pts       |
| 1990    | Sabine Braun 6 688 pts           | Heike Tischler 6 572 pts            | Peggy Beer 6 531 pts         |
| 1994    | Sabine Braun 6 419 pts           | Rita Ináncsi 6 404 pts              | Urszula Włodarczyk 6 322 pts |
| 1998    | Denise Lewis 6 559 pts           | Urszula Włodarczyk 6 460 pts        | Natalya Sazanovich 6 410 pts |
| 2002    | Carolina Klüft 6 542 pts         | Sabine Braun 6 434 pts              | Natalya Sazanovich 6 341 pts |
| 2006    | Carolina Klüft 6 740 pts (CR)    | Karin Ruckstuhl 6 423 pts           | Lilli Schwarzkopf 6 420 pts  |
| 2010    | Jessica Ennis 6 823 pts (CR)     | Nataliya Dobrynska 6 778 pts        | Jennifer Oeser 6 683 pts     |
| 2012    | Antoinette Nana Djimou 6 554 pts | Laura Ikauniece 6 335 pts           | Aiga Grabuste 6 325 pts      |
| 2014    | Antoinette Nana Djimou 6 551 pts | Nadine Broersen 6 498 pts           | Nafissatou Thiam 6 423 pts   |
| 2016    | Anouk Vetter 6 626 pts           | Antoinette Nana Djimou 6 458 pts    | Ivona Dadic 6 408 pts        |
| 2018    | Nafissatou Thiam 6 816 pts       | Katarina Johnson-Thompson 6 759 pts | Carolin Schäfer 6 602 pts    |
| 2022    | Nafissatou Thiam 6 628 pts       | Adrianna Sułek 6 532 pts            | Annik Kälin 6 515 pts        |
| 2024    | Nafissatou Thiam 6 848 pts (CR)  | Auriana Lazraq-Khlass 6 635 pts     | Noor Vidts 6 598 pts         |

### Records des championnats
| Performance | Athlète          | Lieu      | Date              | Record |
| ----------- | ---------------- | --------- | ----------------- | ------ |
| 6 622 pts   | Ramona Neubert   | Athènes   | 10 septembre 1982 |        |
| 6 717 pts   | Anke Behmer      | Stuttgart | 30 août 1986      |        |
| 6 740 pts   | Carolina Klüft   | Göteborg  | 8 août 2006       |        |
| 6 823 pts   | Jessica Ennis    | Barcelone | 31 juillet 2010   |        |
| 6 848 pts   | Nafissatou Thiam | Rome      | 8 juin 2024       |        |

## Pentathlon

### Palmarès
| Édition | Or                                | Argent                     | Bronze                         |
| ------- | --------------------------------- | -------------------------- | ------------------------------ |
| 1950    | Arlette Ben Hamo 3 204 pts (CR)   | Bertha Crowther 3 048 pts  | Olga Modrachová 3 026 pts      |
| 1954    | Aleksandra Chudina 4 526 pts (CR) | Maria Sander 4 485 pts     | Maria Sturm 4 357 pts          |
| 1958    | Galina Bystrova 4 733 pts (CR)    | Nina Vinogradova 4 627 pts | Edeltraud Eiberle 4 545 pts    |
| 1962    | Galina Bystrova 4 833 pts (CR)    | Denise Guénard 4 735 pts   | Helga Hoffmann 4 676 pts       |
| 1966    | Valentina Tikhomirova 4 787 pts   | Heide Rosendahl 4 765 pts  | Inge Exner 4 713 pts           |
| 1969    | Liese Prokop 5 030 pts (CR)       | Meta Antenen 4 793 pts     | Mariya Sizyakova 4 773 pts     |
| 1971    | Heide Rosendahl 4 675 pts         | Burglinde Pollak 4 638 pts | Margrit Herbst 4 570 pts       |
| 1974    | Nadezhda Tkachenko 4 776 pts      | Burglinde Pollak 4 678 pts | Zoya Spasovkhodskaya 4 550 pts |
| 1978    | Margit Papp 4 655 pts             | Burglinde Pollak 4 600 pts | Kristine Nitzsche 4 599 pts    |